# Miguelito Cañas
Miguelito Cañas (*Callao,¿? - †Lima¿?) fue un eximio tecladista peruano, donde dio a la música criolla local un estilo muy particular y elegante.

## Biografía
Estudio en el Colegio Nuestra Señora de Guadalupe, y participó en el conflicto armado con el Ecuador en 1941, hizo servicios en la Benemérita Guardia Civil por varios años. Casado con Lidia Ausejo, como él, descendiente de chinos.
En 1950 debutó musicalmente en Radio Atalaya, comenzando ascender entre un nutrido grupo de compositores y pianistas afamados como el caso de Filomeno Ormeño y Lucho de La Cuba que eran artistas de Radio América. Habiendo subyugado al público con su estilo artístico tan particular y propio, se convirtió en corto tiempo en favorito, logrado viajar hacia Montevideo, Santiago de Chile y Buenos Aires donde logró un éxito inocultable.
Un crítico bonaerense de la época comentó "Parece que el alma del vals peruano están en sus largos y finos dedos del pianista", rubrica que lo acompañaría por varias décadas.
En 1961 el entonces embajador peruano en Chile, Manuel Seoane Corrales luego de escucharlo en el Teatro Municipal de Santiago repleto de espectadores, se le acercó para decirle mientras era ovacionado al final del vals "La Pasionaria": "Don Miguel usted es el verdadero embajador del Perú". Al año siguiente gana con una de sus interpretaciones singulares del cancionero peruano, un concurso que auspiciaría la Convención Internacional de Músicos.
Firma contrato de exclusividad con la RCA Víctor de Lima donde graba varios discos de larga duración entre 1964 hasta 1980, alimentando el repertorio instrumental de la música local. Su estilo trató de reivindicar el ánimo jaranero a la fiesta y el resultado era el éxito en cuanto a ventas de sus álbumes se refiere.